# Diastictis capuronalis
Diastictis capuronalis is een vlinder uit de familie van de grasmotten (Crambidae). De wetenschappelijke naam van de soort is voor het eerst gepubliceerd in 1966 door Pierre Viette.
De soort komt voor in Madagaskar.